# ふくおか市民政治ネットワーク
ふくおか市民政治ネットワーク（ふくおかしみんせいじネットワーク、英語: Citizen Politics Network of Fukuokaは、福岡県で活動する地域政党・政治団体である。
福岡県内の5名の自治体議員が所属している。

## 沿革
- 1988年、グリーンコープ生協ふくおかの前身である「ふくおか南部生協」で1988年に代理人運動のとりくみが始まった。
- 1989年、福岡県那珂川町で初めてのネットを設立、初の代理人議員の古野悦子が誕生。
- 1991年、統一地方選挙で、福岡市３ネットと宗像市・古賀町（現古賀市）でネット設立。
- 2010年 第46回衆議院議員総選挙で無所属の藤田一枝を推薦した。
- 2010年、「市民運動助成金」設立。
- 2016年、民進党の大河原雅子（東京・生活者ネットワークの元地方議員）と協定を結び推薦した。
- 2020年、10月に市民連合ふくおかが福岡市の警固公園で開催した街頭演説会に同会所属の福岡市議会議員の森あや子が参加する[1]。
- 2021年10月、福岡市議会議員の森あや子が10月に脱会。森あや子の選出母体であった「ふくおか市民政治ネットワーク・福岡東」は、ふくおか市民政治ネットワークを離脱して名称を「市民ネットワーク福岡」に変更。ふくおか市民ネットワーク側は市民ネットワーク福岡について「運動の理念とルールの違う別の団体であり、一切関わりありません。」と宣言している[2]。
- 2021年10月、第49回衆議院議員総選挙で福岡5区から出馬した堤かなめ（立憲民主党)と政策協定を結び、堤を推薦した。

出典。

## 党勢
2021年10月現在、福岡県内の4市1町の地域ネットに1名ずつ基礎自治体の地方議員がいる。また福岡市や北九州市にも地域ネットが存在する。